# 沙赫喬爾斯克 (頓涅茨克州)
沙赫塔爾斯克（羅馬化：Shakhtarsk，發音：[ʃɐxˈtɑrsʲk]），又按俄语名译为沙赫喬爾斯克（俄语：Шахтёрск），法理上是乌克兰顿涅茨克州霍尔利夫卡区沙赫塔爾斯克市鎮内的城市及该市镇的行政中心，事实上为俄罗斯頓涅茨克人民共和國的直辖市及沙赫喬爾斯克區的行政中心（该市不在该区的管辖范围内）。該市距離首府頓涅茨克49公里，始建於1764年，面積19.69平方公里，海拔高度244米，2022年人口数量为48,208人。該市主要經濟活動是煤礦業。

## 城市名称
该市原名卡特克。1953年8月20日，根据乌克兰苏维埃社会主义共和国最高苏维埃主席团的法令，该镇连同附近的几个定居点合并升格为城市，并被命名为“沙赫塔尔斯克”。

## 图集

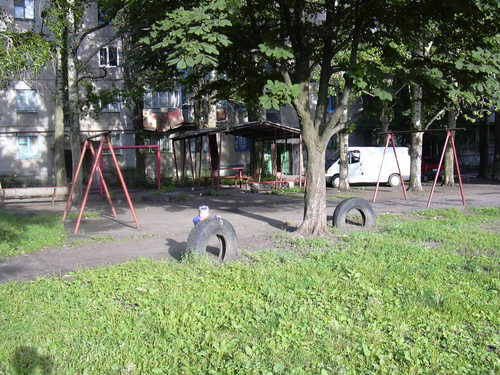
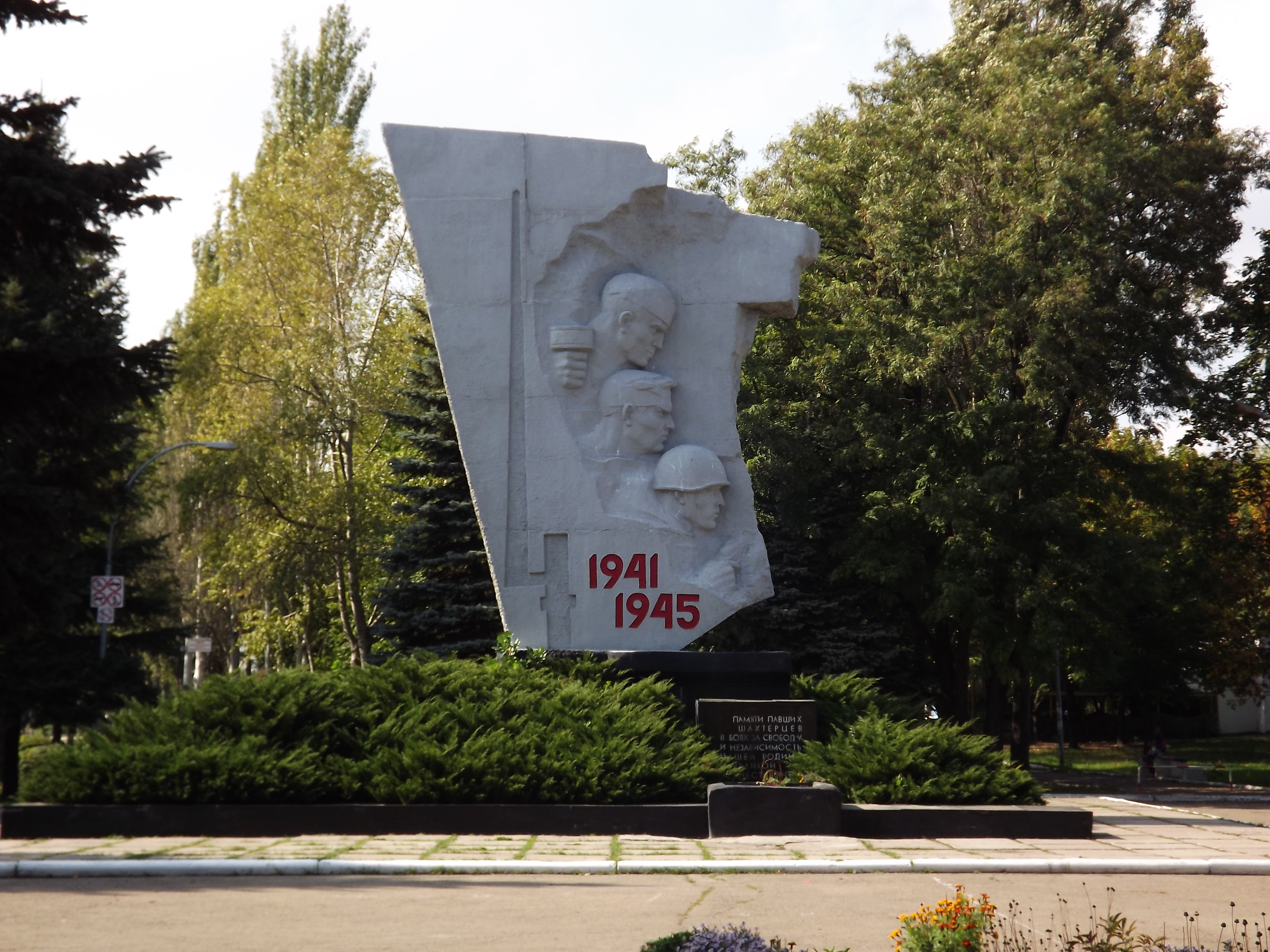